# バルダッサル・カプラ
バルダッサル・カプラ（Baldessar Capra、1580年 - 1626年）は、イタリアの天文学者である。ガリレオとの2つの争いで知られる。
ミラノ出身でパドヴァ大学でジーモン・マリウスのもとで、数学と天文学を学んだ。1604年にガリレオがへびつかい座にあらわれた新星が月よりも遠い位置にあることを示したのに対して（恒星界が不変であるというアリストテレスの宇宙観と対立する結果であった）、1605年にカプラはガリレオの観測が不完全なものであると主張する冊子を発表した。さらに1607年にはガリレオの発明した比例コンパスについて、剽窃した冊子を発表したが、ガリレオの激しい抗議により､パドヴァ大学で公判が行われ、パドヴァ大学を追放された。